# Matsumoto Hakuō I
Matsumoto Hakuō I (初代 松本 白鸚, Shodai Matsumoto Hakuō), né le 7 juillet 1910 - mort le 11 janvier 1982, né Junjirō Fujima (藤間 順次郎, Fujima Junjirō), est un acteur japonais du théâtre kabuki, considéré comme le meilleur tachiyaku (spécialiste des rôles masculins) de l'après-guerre jusqu'à sa mort. il joue également dans un certain nombre de représentations non-kabuki, dont le théâtre et les films occidentaux. Il prend le nom Hakuō lorsqu'il prend sa retraite. Il est connu sous le nom Matsumoto Kōshirō VIII pendant l'essentiel de sa carrière.

## Noms
Comme la plupart des acteurs kabuki, Hakuō utilise plusieurs noms de scène (gō) tout au long de sa carrière. Membre de la guilde Koraiya, il est souvent appelé par ce nom, en particulier dans la pratique du yagō à l'occasion duquel le nom de guilde d'un acteur est crié comme acclamation ou encouragement lors d'une représentation. Paru à l'origine sur scène sous le nom Matsumoto Sumizō II, il prend plus tard les noms Ichikawa Somegorō V et Matsumoto Kōshirō VIII.

## Lignée
Fils de Matsumoto Kōshirō VII et gendre de Nakamura Kichiemon I, celui qui sera plus tard appelé Hakuō naît et grandit dans le monde du kabuki. Ses frères Ichikawa Danjūrō XI et Onoe Shōroku II, sont acteurs, comme le sont ses fils Nakamura Kichiemon II et Matsumoto Kōshirō IX et son petit-fils Ichikawa Somegorō VII.

## Carrière
Après avoir fait ses débuts sur scène en 1925 à l'âge de quinze ans sous le nom Matsumoto Sumizō II, il prend le nom Ichikawa Somegorō V en 1931. En 1949, alors que Somegorō a 39 ans, son père, Kōshirō VII, meurt et l'acteur reprend le nom de son père lors d'une shūmei (cérémonie de baptême) quelques mois plus tard et devient le 8e Matsumoto Kōshirō. La cérémonie se déroule au Kabuki-za à Tokyo et comprend une représentation de la pièce Kanjinchō dans laquelle Kōshirō VIII interprète Benkei et Higuchi Jirō Kanemitsu.
Parmi ses rôles au cinéma figure l'empereur Hirohito dans L'Empereur et le Général (日本のいちばん長い日, Nihon no ichiban nagai hi), dans lequel le célèbre Toshirō Mifune interprète le rôle du général Korechika Anami, Ii Naosuke dans Samurai et un certain nombre d'autres jidaigeki (films de la période des samouraï).
Kōshirō est nommé Trésor national vivant du Japon en 1975, honneur rare et très illustre décerné à ceux qui incarnent, encouragent et préservent la culture traditionnelle. Il prend sa retraite six ans plus tard en 1981, prenant le nom Hakuō et transmettant le nom Kōshirō à son fils.
Hakuō meurt l'année suivante, le 11 janvier 1982.

## Filmographie partielle

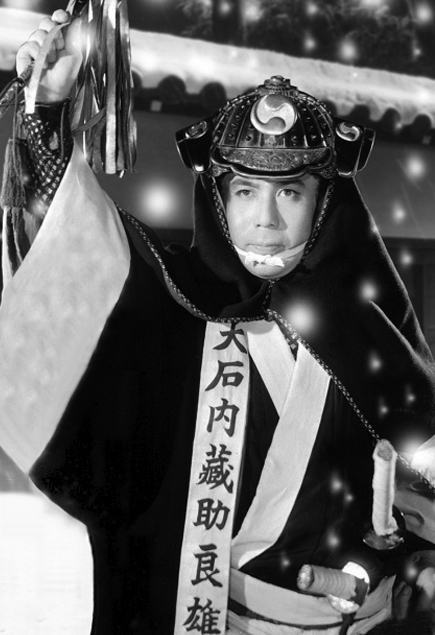
Kōshirō Matsumoto VIII dans le rôle d'Ōishi Kuranosuke dans Chūshingura (1954).

- 1954 : Chūshingura: Hana no maki, yuki no maki (忠臣蔵 花の巻、雪の巻?) de Tatsuo Ōsone : Ōishi Kuranosuke
- 1962 : Les 47 Rōnin (忠臣蔵 花の巻 雪の巻, Chūshingura: Hana no maki, yuki no maki?) de Hiroshi Inagaki : Ōishi Kuranosuke
- 1965 : Samouraï (侍, Samurai?) de Kihachi Okamoto
- 1967 : Le Jour le plus long du Japon (日本のいちばん長い日, Nippon no ichiban nagai hi?) de Kihachi Okamoto
- 1969 : Chō kōsō no akebono (超高層のあけぼの?) de Hideo Sekigawa